# Distretto di Anchonga
Il distretto di Anchonga è uno dei dodici distretti della  provincia di Angaraes, in Perù. Si trova nella regione di Huancavelica.